# Direito a paisagem
A Constituição Federal de 1988, no âmbito da legislação ambiental, garante que todos devem desfrutar do meio ambiente, promovendo um acesso igualitário aos recursos naturais por todos da sociedade e a manutenção de um ambiente equilibrado.
De acordo com Gonçalves (2015: 103), a paisagem é uma forma de ver o mundo, sendo ajustada por meio de um conjunto de valores que o indivíduo traz consigo e lhe atribui. Contudo, a paisagem reflete os valores do indivíduo e da sociedade que o integra, através da relação natureza -ser humano-cidade.
O instituto da Paisagem (interesse a ser protegido) não se confunde com o Direito de Paisagem ou sua prestação. O Direito de Paisagem é o ramo da Ciência Jurídica responsável por estabelecer e restabelecer as relações entre a paisagem e os indivíduos que dela participam e a transformam, conexa a outros direitos como de Moradia e o das Cidades.
O Estatuto da Cidade, Lei n. 10.257/ 01, em seu artigo 2º, estabelece sobre o Direito de Paisagem, como uma de suas diretrizes gerais, a “proteção, preservação e recuperação do meio ambiente natural e construído, do patrimônio cultural, histórico, artístico, paisagístico e arqueológico”.
O Direito a paisagem trata-se de um direito público subjetivo: um interesse de um homem ou de um grupo, a proteção jurídica e os elementos de tutela ou representatividade, frente ao Estado.
Conforme Custódio (2012: 319), a concretização de uma política de proteção à paisagem só é possível quando estabelece o objeto de proteção. A transformação da paisagem, assim protegida, nasce a partir da aceitação da comunidade local, após apresentados os problemas gerados pelas mudanças pretendidas e propostas pelo Estado ou por grupos sociais. De tal modo, que cumpre a função do Estado Democrático de Direito, em que a modificação da paisagem não deve desfigurá-la, mas sim integrá-la.
Diante do exposto, o Direito a Paisagem contempla atender ao interesse público e às necessidades de conforto ambiental, com a melhoria da qualidade de vida urbana, sob a luz do sócio ambientalismo.